# Partida de Porto Feliz

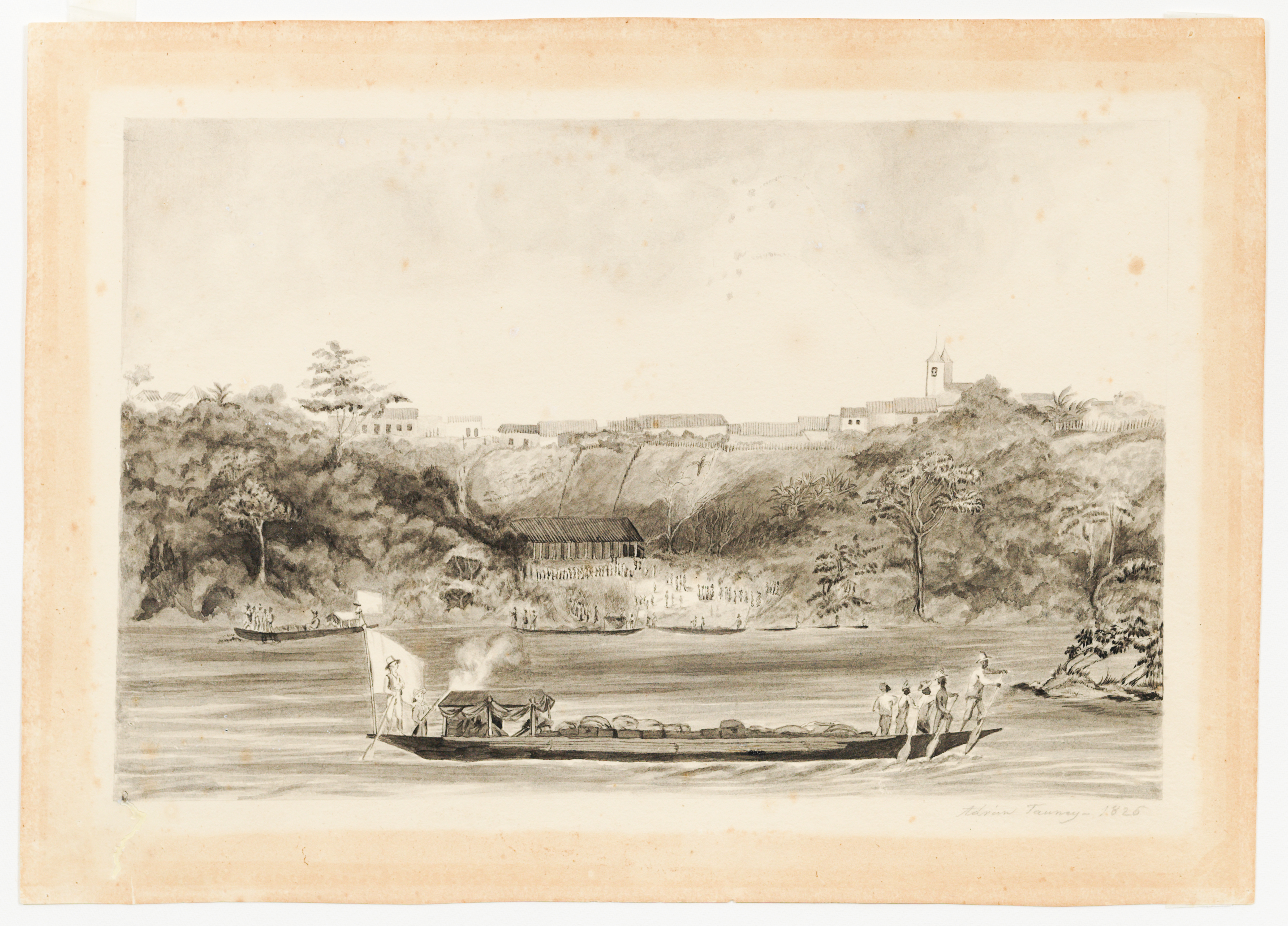
A partida da Expedição Langsdorff, no Rio Tietê, de Aimé-Adrien Taunay

Partida de Porto Feliz é uma pintura de Oscar Pereira da Silva, produzida entre 1920 e 1921. A obra é do gênero pintura histórica e está localizada no Museu Paulista. Sua realização se deu devido a uma encomenda realizada por Afonso d'Escragnolle Taunay e como mote principal retrata uma embarcação de monções, baseando-se em uma anterior ilustração existente, que retratava a mesma cena. Esta é a obra A partida da Expedição Langsdorff, no Rio Tietê, elaborada por Aimé-Adrien Taunay em 1826.

## Ficha técnica
A obra foi produzida com a técnica de tinta a óleo sobre tela. Ela foi produzida nos anos de 1920 e 1921. Há duas informações distintas acerca de suas dimensões. Existem fontes relatando as medidas de 86 centímetros de altura e 130 centímetros de largura, e outras afirmando o tamanho da tela ser 110 centímetros de altura por 130 centímetros de largura. Faz parte de Coleção Fundo Museu Paulista.

## O contexto da realização da obra
A realização desta obra se encaixa em um contexto em que Afonso d'Escragnolle Taunay, representando a diretoria do Museu Paulista, encomenda a alguns artistas a missão de reapresentar, em pinturas, cenas históricas do Brasil e do Estado de São Paulo. Nessa situação, ele pede ao artista Oscar Pereira da Silva que fizessem algumas pinturas que recriavam anteriores ilustrações. Foram selecionados desenhos elaborados nas primeiras décadas do século XIX, de autoria de Hercule Florence, Aimé-Adrien Taunay e Jean-Baptiste Debret. Estes artistas foram escolhidos pois retratariam o passado de modo fiel, dentro de um contexto da ilustração científica. A intenção destas recriações era possibilitar uma maior difusão da história da região, a qual, até o momento não era tão amplamente conhecida e disseminada. Dentre os temas que Afonso Taunay buscou ressaltar encontram-se especialmente as monções e as bandeiras.
Para as monções, foi montada, em 1929, a "Sala das Monções", no Museu Paulista. O quadro de Oscar Pereira da Silva não se mostrava como o principal desta especial sala. Tal posição principal foi ocupada pela enorme obra "Partida das Missões", de Almeida Júnior - artista que teve mais duas outras pinturas suas nestas sala - São Paulo a Caminho de Damasco e Retrato de Prudente José de Morais e Barros. A sala foi remontada em 1944, agora sem as obras deste último artista citado, e contando com 20 pinturas à óleo. De autoria de Oscar Pereira da Silva, foram destinadas a esta sala, além de "Partida de Porto Feliz", um retrato de Hercule Florence, "Carga de Canoas" e "9º Encontro de Monções no Sertão". Ambas estas duas últimas são feitas à óleo e possuem dimensões semelhantes às de "Partida de Porto Feliz", com lados variando entre aproximadamente um metro de altura e valores próximos a um metro e meio de comprimento. O retrato fora colocado no alto, em destaque, e como uma legenda que intitulava Florence como o patriarca da iconografia paulista.
A proposta para a Sala das Monções encaixava-se dentro do "Programa decorativo" de Afonso Taunay para o Museu Paulista. Este projeto tinha o propósito de reformular do acervo, de modo a prepará-lo para o centenário da independência, em 1922. Para esta data, buscava-se que o conteúdo apresentado pelo museu reforçasse o nacionalismo e exaltasse os "herois" paulistas e a história do Estado de São Paulo, colocando-o como ponto chave para o sucesso do processo do desvínculo com Portugal. Taunay encarou este desafio logo após estabelecer-se como diretor do museu, em 1917, contudo a Sala das Monções não ficou pronta a tempo da comemoração de 1922, finalizando-se apenas 7 anos depois.
À semelhança destas iniciativas encabeçadas por Afonso Taunay, o Museu Paulista prepara-se para celebrar o bicentenário da independência do Brasil, com o projeto "Museu do Ipiranga 2022". Este tem como objetivo a restauração e modernização completas do Museu do Ipiranga. Diferentemente do foco de Afonso Taunay na ocasião em que encomendou "Partida de Porto Feliz" - incrementar o acervo - os propósitos da atualidade voltam-se mais para uma reformulação arquitetônica, reformulando espaços internos e suas conexões com o Parque da Independência. Contudo, à semelhança do que ocorreu no século XX, também há uma preocupação em ampliar e renovar o acervo.

## Descrição detalhada da obra e comparação com a ilustração de Aimé-Adrien Taunay
O quadro, em descrição detalhada, desenvolve-se da seguinte maneira. No primeiro plano há uma embarcação que se assemelha ao tipo "canoa". A evidência do uso da canoa se dá pelo título de outra obra com teor semelhante. Trata-se da "Bênção das canoas", pintura de Aurélio Zimmermann também encomendada por Afonso Taunay, e que retrata o momento de saída de uma expedição fluvial. Esse barco em evidência, assim como os demais que se posicionam mais ao fundo, pode ser também do tipo "batelão". O website da cidade de Porto Feliz afirma que esse era o tipo de embarcação utilizada nas monções. Um batelão seria uma grande canoa, um "canoão" - e vale notar que por vezes o quadro de Zimmmermann é nomeado de "Bênção dos canoões". Fundamentalmente, trata-se da piroga indígena - um objeto fabricado a partir de de um só tronco, de Peroba ou Ximbúva, madeiras muito resistentes, e que chegava a 12 metros de comprimento. A descrição da disposição da tripulação típica deste barco está de acordo com o que é retratado no quadro "Partida de Porto Feliz". Diz-se que a tripulação de um batelão era composta pelo piloto, contra-piloto, proeiro e 5 ou 6 remeiros, sendo que estes últimos localizavam-se na proa, e o piloto na popa. Também de acordo com a pintura é a descrição de que a maior das canoas serviria de guarda e guia, levando na popa uma bandeira.
A se julgar pela escala a canoa retratada deve possuir algo em torno de 10 metros de comprimento. Nesse barco encontra-se um carregamento de pedras e sete pessoas, cinco na proa e dois na popa, todos remando. Dentre estes humanos representados, todos são homens negros vestindo roupas claras - em geral bermudas que chegam até os joelhos e camisas de manga longa. Quatro deles usam chapéus. Sendo negros, na data em que ocorreu a partida da Expedição Langsdorff retratada na cena, ou seja, em 1826, é provável que fossem escravos. Afinal, apesar de neste momento o Brasil já se encontrar em situação de independência, a escravidão infelizmente ainda não havia sido abolida - isso irá ocorrer apenas em 1888.
Já a representação da canoa, da carga e das pessoas é semelhante em ambas obras, mas há diferenças importantes a serem notadas. Em primeiro lugar, apesar de Aimé-Adrien Taunay utilizar apenas uma cor para sua ilustração (trata-se de tinta ferrogálica), ele faz questão de distinguir, com clareza, a cor da pele daqueles que se encontram na proa dos que estão na popa. No desenho fica evidente que os cinco que remam, à frente, são negros, e que os dois que se colocam em posição de garantir a direção correta do barco, na popa, são brancos. Um deles segura também um remo, contudo o outro, embora isto não esteja totalmente evidente, provavelmente porta uma arma grande, que poderia ser uma espingarda. Há inclusive algo como uma fumaça desenhada na direção da saída desta "arma", de modo que pode-se conjecturar que ela haveria sido recentemente disparada. Na pintura realizada no século XX, os dois homens no fundo do barco são também negros, e portam, aparentemente, os mesmos objetos que na ilustração. Não foi retratada "fumaça", de modo a não sinalizar o uso da "arma" presente - o que de certa maneira deixa a cena com um tom mais pacífico. É interessante conjecturar sobre o que teria motivado Oscar Pereira da Silva a substituir estes personagens da popa, e o uso dos objetos que portavam.

Bandeira do Império do Brasil (usada, logo, entre 1822 e 1889)

A canoa navega pelo Rio Tietê, elemento que, na pintura, ocupa cerca de um terço da área do quadro, e também, iniciando-se na base do quadro, praticamente chega a um terço da altura do mesmo. Comparando com a ilustração que lhe deu origem, percebe-se que esta havia destinado uma abrangência menor ao elemento do rio. Ambas pintura e ilustração demonstram a movimentação que a passagem do barco gera na água, contudo as formas das ondulações geradas são diferentes.
Nas duas obras também é retratada uma bandeira grande, colocada na popa do barco. Na ilustração trata-se de uma bandeira branca, sem inscrições ou símbolos - que poderia remeter a uma bandeira russa - e que não recebe muito vento. Já na pintura revela-se uma bandeira do Brasil, flamulando de maneira mais intensa. Evidentemente, devido ao momento que estava sendo retratado na cena, faria sentido representar a bandeira do Império do Brasil, que foi usada, logicamente, de dezembro de 1822 a 1889. Contudo, o brasão no interior do losango amarelo ouro não é desenhado. Além disso, a proporção deste losango, em relação ao retângulo verde, não é a mesma da bandeira Imperial. Em realidade, a quantidade de "borda" verde deixada na bandeira da pintura faz com que ela se pareça mais com a bandeira brasileira atual (contudo, sem o círculo azul). Não há como provar se isso se deu devido a uma dificuldade técnica ou a alguma mensagem de cunho político que se desejaria passar. Também não se sabe se, na realidade, as canoas de fato partiram com bandeiras brancas, de modo que o símbolo da nação brasileira teria sido incrementado na pintura do século XX, por motivos de busca de valorização nacional. Carlos Lima Junior acredita nessa possibilidade: "Essa modificação nas cores da bandeira estava certamente atrelada aos anseios de Afonso Taunay: a obra deveria representar uma monção realizada no rio Tietê e, portanto, não ficaria bem aos olhos do público, do ponto de vista didático, uma bandeira da Rússia na ponta da canoa". As bandeiras retratadas nos barcos ao fundo seguem as mesmas características do barco em primeiro plano, tanto na ilustração como na pintura.
Em dimensões semelhantes e posicionamento praticamente espelhado ao rio, é retratado o céu. Na ilustração não há presença de nuvens ou evidências sobre qual horário do dia se travava a cena. Já na pintura, o céu é azul claro, mas conta com uma presença marcante de nuvens, que trazem tons de roxo e dramaticidade à cena. Pelo formato das nuvens, pode-se cogitar que se trataria de cumulus e stratus.
A representação da terra firme ocorre tanto em segundo quanto em terceiro plano. Mais próximo do observador encontra-se o local do porto, de onde partem, e onde chegam embarcações. Na pintura, há seis canoas próximas à região do porto, de modo que três delas parecem estar atracadas. Nestas também se observa que as pessoas posicionam-se nas extremidades dos barcos, muitas vezes de modo desequilibrado, ou seja, com uma quantidade maior na proa que na popa - tal como ocorre na canoa em primeiro plano. Nenhum barco está abandonado, havendo sempre, no mínimo, uma pessoa a guardá-lo. Na ilustração as informações visuais são semelhantes, embora estejam menos precisas, devido à técnica utilizada. Na pintura, há um caminho demarcado ligando o local de desembarque em água e uma edificação, em terra. Esta parece ser vedada com tábuas de madeira, com coberta em palha ou telha cerâmica. Ela possui três portas, à diferença do que está retratado na ilustração de Taunay. Nesta, este edifício revela ou uma varanda frontal, ou então inúmeras aberturas. No desenho o caminho no solo não está tão bem demarcado, e seria difícil definir a materialidade das paredes ou da cobertura. Nas duas obras, ao longo desta região entre a edificação e o rio, e especialmente ao longo do caminho, há diversas pessoas, que se dispõem geralmente alinhadas, como em fila. Por serem retratadas nesta posição, pode-se imaginar que elas poderiam estar carregando materiais até à casa, ou travando conversas enquanto observam uma cena ou esperando alguma movimentação das embarcações.
Nas duas obras é retratada vegetação abundante. Em ambas os autores selecionam algumas árvores para receberem maior detalhamento, e representam o restante dos vegetais como uma massa pouco definida. A região em que se encontra a casa é retratada como uma clareira, nas duas representações. Atrás da edificação encontra-se um talude bastante íngreme, que na ilustração parece ser forrado em vegetação rasteira, e incluir cercas, e na pintura parece ter formação rochosa, como uma falésia. Em ambas obras é mostrado um caminho para pedestres, ligando morro abaixo e morro acima. Apesar da alta inclinação, esta estrada parece ser formada por uma rampa, e não por degraus de escada - o que provavelmente não seria possível na realidade. Percebe-se figuras humanas tanto realizando este caminho quanto já no platô superior. Neste nível elevado encontram-se casas térreas de arquitetura de estilo colonial. Algumas revelam suas portas e janelas, e pode-se observar os telhados, que podem buscar representar ou a materialidade da palha ou das telhas cerâmicas. A se considerar a data da cena retratada, é mais provável que se tratassem da última opção. Na ilustração, evidentemente, não se pode avaliar a coloração das casas, ao passo que na pintura se percebe tons que variam entre brancos, beges e amarelos. A presença da igreja com duas torres faz-se perceber nas duas obras.
De modo geral, ao se comparar as duas obras, percebe-se que a pintura busca retratar um caráter épico nas monções, em especial a Expedição Langsdorff. Oscar Pereira da Silva deu mais ênfase e um ar de "rusticidade" às construções, das quais se aproximam nuvens - diferentemente de Taunay.

## Relação com outras obras semelhantes
A obra "Partida de Porto Feliz", de Oscar Pereira da Silva, não é a única pintura a retomar a cena história da partida de uma expedição saindo de Porto Feliz. Outros artistas também se inspiraram, embora de modo menos mimético, na ilustração de Aimé-Adrien Taunay, para realizar a tarefa de reapresentar este momento histórico. O desenhista e pintor brasileiro José Ferraz de Almeida Júnior, por exemplo, se baseou neste desenho, e também em "Partida de uma expedição mercantil de Porto Feliz para Cuiabá", de Hercule Florence (por vezes citada pelo nome "Benção das Canoas"), para criar sua pintura denominada "Partida da Monção". Esta obra foi realizada alguns anos antes da tela de Pereira da Silva, em 1897, e assim como esta utiliza a técnica de óleo sobre tela, e encontra-se no acervo do Museu Paulista. Trata-se de uma tela enorme, com 390 centímetros de altura por 640 centímetros de largura - ou seja, cerca de doze vezes maior que "Partida de Porto Feliz", a qual já não se trata de uma pintura pequena.

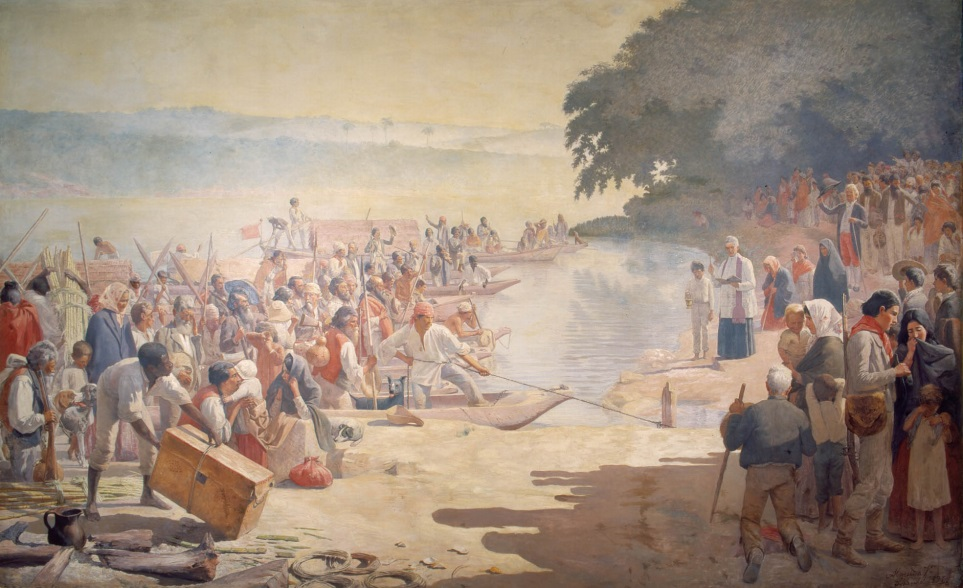
"Partida da Monção" - pintura de Almeida Júnior, 1897

Interessante notar que a relação entre as duas obras foi realizada já por Afonso Taunay. No mesmo período em que realizou sua encomenda a Oscar Pereira da Silva, também recuperou a tela "Partida da Monção" para o Museu Paulista, para integrar uma sala destinada apenas a este tema. Esta obra, inicialmente pertencia a esta instituição, mas fora transferida para a Pinacoteca do Estado de São Paulo, em 1905, para integrar seu acervo inicial. O estudo realizado antes da obra final, também em óleo sobre tela, encontra-se ainda na Pinacoteca, e possui dimensões semelhantes às da obra "Partida de Porto Feliz".
Em relação à composição da tela, as duas possuem grandes diferenças. Enquanto a obra de Pereira da Silva mostra os personagens principalmente navegando, e destina grande área do quadro à representação do rio e do céu, Almeida Júnior ocupa cerca de metade da área de seu quadro com os corpos e rostos das pessoas, e insere rio e céu como elementos secundários, mais ao fundo. Nesta pintura, grande parte das pessoas retratadas mais de perto e com muito mais detalhes, encontram-se ainda em terra. Há pessoas já nas canoas, mas estas ainda não efetivamente partiram. Fica claro, até pela ação de benção que o padre presente realiza, que o pintor quis imortalizar os últimos instantes antes que a população que comporia a missão fluvial de fato desse início à jornada. Segundo o Prof. Percival Tirapeli, professor da UNESP, o autor deu destaque - por tamanho e, logo, proximidade do observador - ao personagem do negro que carrega um baú, no canto inferior esquerdo da tela. Segundo ele, há também destaque, por posicionamento, ao padre que abençoa a viagem, representando a presença da Igreja Católica. Aqueles que já se encontram embarcados e irão seguir no rio encontram-se, como na tela de Oscar Pereira da Silva, no centro da imagem.
A importância de "Partida da Monção" para a representação do tema fica evidenciada quando se identifica que ela é reapresentada, em bronze, no "Monumento aos bandeirantes" criado na cidade de Porto Feliz. Novamente, quem idealiza este importante objeto, que é inaugurado em 1920, é Afonso d’E. Taunay. Hoje ele se mostra como notável ponto turístico da cidade, e faz parte de um conjunto de atrações que giram em torno do tema das monções, incluindo um museu e um parque. Neste monumento são retratadas também as duas ilustrações que servem de base para esta - a de Hercule Florence e a de Aimé-Adrien Taunay - de modo que a cena de "Partida de Porto Feliz" (finalizado após a inauguração da escultura) encontra-se também ali. O autor desta obra é Amedeo Zani, artista italiano que veio para o Brasil em sua juventude. Ele também é responsável por outros monumentos vinculados ao propósito de enaltecer história brasileira e especialmente do Estado de São Paulo. Dentre estes, encontra-se "Glória imortal dos fundadores de São Paulo", localizado no Pátio do Colégio, o qual reforça o simbolismo do marco inicial da cidade.

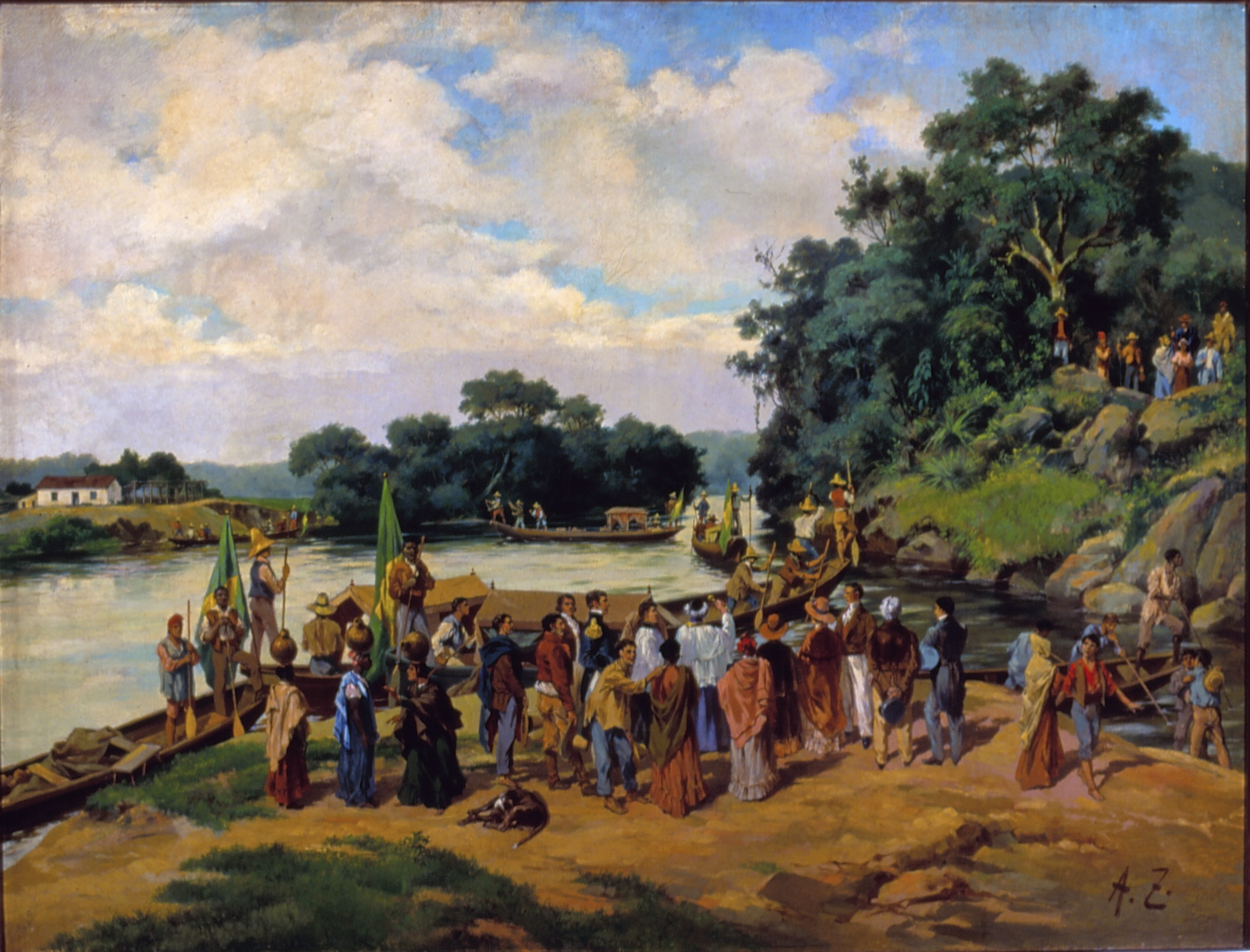
"Bênção dos Canoões (Porto Feliz)" - pintura de Aurélio Zimmermann, 1920

A ilustração "Partida de uma expedição mercantil de Porto Feliz para Cuiabá", de Hercule Florence já foi citada como vinculada ao tema retratado na obra "Partida de Porto Feliz". Além deste desenho, há também outra obra que retrata este tema - uma pintura denominada "Benção das canoas" (por vezes este é o nome conferido ao desenho de Florence), produzida por Aurélio Zimmermann, em 1920. Esta obra, que também se encontra no Museu Paulista, também foi encomendada por Afonso Taunay, e portanto encontra-se vinculada, pelo contexto e pelo tema - às demais obras citadas. A lógica que baseou esta encomenda, inclusive, é a mesma que fundamentou a produção da pintura "Partida de Porto Feliz" e a retomada da obra "Partida da Monção" - a intenção de criar, no Museu Paulista, a Sala das Monções.
A composição da cena de "Benção das canoas" é semelhante à de "Partida da Monção". Há uma quantidade considerável de pessoas em situação de despedida - algumas em terra, algumas já embarcadas. O formato do barco e o modo com que é manejado - com algumas pessoas remando na proa e um ou dois controlando na popa - mostra alta semelhança com as embarcações retratadas em "Partida de Porto Feliz". Como nesta última, aqueles que remam usam chapéus e há bandeiras do Brasil incorporadas aos barcos.

## Sobre o artista
Oscar Pereira da Silva inicia sua atividade na pintura ainda no final do século XIX, logo após a finalização de seus estudos na Academia Imperial de Belas Artes. O artista cria pinturas até quase a metade do século seguinte, além de realizar importantes exposições, como a realizada na Escola Nacional de Belas Artes do Rio de Janeiro, e contribuir para a profissão como professor no Liceu de Artes e Ofícios de São Paulo. Sua produção poderia ser resumida nas categorias de retratos e cenas históricas, as quais muitas vezes acabam por mostrar também muitos aspectos da paisagem brasileira. Apesar de o artista possuir algumas obras como a “Escrava Romana”, ou “Durante a pose” a modalidade do nu, ou mesmo do retrato do feminino, podem ser enxergadas como exceção. Dentre as pinturas que, como “Partida de Porto Feliz”, configuram-se pelo gênero da pintura histórica, várias também mostram ambientes costeiros ou fluviais. Entre elas, vale notar, por exemplo, "Carga de canoas" “Nau Capitania de Cabral, Índios a Bordo da Capitania de Cabral”, “Desembarque de Pedro Álvares Cabral em Porto Seguro, 1500” e “Desembarque de Cabral em Porto Seguro”. Nesse contexto, há ainda algumas retratando especificamente Expedições de Monções e Bandeiras, como “9º Encontro de Monções no Sertão” e “Bandeirantes a Caminho das Minas”. Pode-se reparar na constância do uso da tinta a óleo, nas obras que se distribuem pelos acervos do Museu Paulista e da Pinacoteca de São Paulo.

## Sobre Porto Feliz e a história das Monções
Antes das primeiras monções - expedições fluviais que possuíam objetivos exploratórios ou comerciais, direcionando-se para a capitania de Mato Grosso - a região ainda não era denominada "Porto Feliz". Inicialmente, o porto denominava-se Araritaguaba - “lugar onde as araras comem areia”. Este nome fora conferido pelos índios Guaianazes, devido ao comportamento destas aves, na região, de bicar um paredão salitroso existente. O adjetivo "feliz" conferido a este porto surgiu durante o período das monções, devido à hospitalidade dada a estas, pelas pessoas da região. O nome "Porto Feliz", logo, surgiu como um "apelido", mas depois foi oficialmente utilizado. Em 1797, especificamente por meio da portaria de 13 de outubro, a freguesia de Araritaguaba passa à categoria de vila, então passando a adotar a denominação "Porto Feliz". A categoria de cidade vem em 1858, e a de comarca em 1885.
A utilização deste novo nome revela como a atividade portuária foi importante para o local. Não à toa, atualmente a cidade se autointitula "Terra das Monções". O uso do porto natural do rio Tietê ali existente teve início no século XVIII, quando a notícia da descoberta de ouro em Mato Grosso e Goiás transformou o vilarejo que antes vivia apenas de agricultura de subsistência. O apoio dado às partidas e as comemorações elaboradas para as chegadas marcaram a história da região. Do porto partiam tanto expedições oficiais organizadas pelo governo, chamadas Reiunas, quanto tentativas particulares. A mais conhecida monção que partiu de Porto Feliz foi uma Reiuna ocorrida em 1726, levando nada menos que 308 canoas e cerca de 3 mil pessoas.
O quadro de Oscar Pereira da Silva mostra, mesmo que em pequenas dimensões, a população que, em terra, cuidava da provisão, carregamento e descarregamento das canoas e dos batelões das monções. Alimentos não-perecíveis, como farinha de milho e mandioca, feijão, toucinho, sal e carne salgada; além de barris de aguardente produzida na terra seriam consumidos e comercializados com os mineiros. Armamentos e munições também eram providos. A pintura mostra a presença da população local, misturada então aos que partiriam rumo ao interior do país - piloto, proeiros, remadores, soldados, escravos e outros passageiros, no comando dos bandeirantes chefes. Todos se reuniam aos arredores do porto no momento da saída, a qual era demarcada pelo som dos tambores e tiros. Toda essa movimentação que passou a marcar a vida de Porto Feliz, contudo, foi mais detalhadamente representada nas demais obras já comparadas às de Pereira da Silva - por exemplo na de Almeida Júnior ou na de Aurélio Zimmermann. Nestas também é evidenciado um personagem cuja participação não é visível no quadro "Partida de Porto Feliz" - o padre, que abençoava a viagem.
Porto Feliz hoje se vangloria de sua participação dentre as atividades que expandiram a ocupação e exploração do território brasileiro. O tema das monções é valorizado simbolicamente, e divulgado turisticamente. A importância deste passado é materializada sob a figura do Monumento aos Bandeirantes, pelo Parque das Monções - onde o primeiro se localiza, inclusive, e pelo Museu das Monções. O Parque foi inaugurado na mesma época em que Afonso Taunay encomenda o quadro "Partida de Porto Feliz" e idealiza o monumento em granito, ou seja, nas vésperas da comemoração do centenário da independência do Brasil. É evidente que este equipamento público vincula-se aos desejos de vangloriar e tornar memorável essa parte da história paulista. Quem estabelece a abertura do parque é o governador Altino Arantes, em 26 de Abril de 1920. Nesta data, evidentemente, também se estreia o monumento de autoria de Amedeu Zani, que fora encomendado por Cândido Mota, Secretário de Estado dos Negócios da Agricultura. Na festa da inauguração Afonso Taunay faz o discurso oficial da solenidade, dedicando sua fala À Glória das Monções. O "Paredão Salitroso" que gerou o primeiro nome do povoado também se encontra no Parque das Monções e pode ser visitado.
O Museu das Monções encontra-se na região central da cidade - hoje com forte caráter comercial - logo em frente à Praça Coronel Esmédio. Inaugurado para este fim em 1965, o casarão de cerca de 160 anos de idade havia antes cumprido outras funções. Dentre estas, funcionou na metade do século XIX como “Casa Real”, hospedando Sua Majestade o Imperador D. Pedro II. Infelizmente, o museu esteve fechado por nove anos - período em que os documentos e fotografias foram dali retiradas - até que obras de reforma foram iniciadas em março de 2019. A obra visa recuperar estruturalmente o edifício, que corria riscos de desabamento, segundo indicou estudo feito pelo Instituto de Pesquisas Tecnológicas (IPT). O prazo para a finalização desta etapa estava marcada para o mês de Setembro, contudo em Novembro de 2019 foi anunciado o embargo das obras pelo Condephat. Este órgão, responsável pelos patrimônios históricos, alegou que a reforma estava descaracterizando a construção original. De acordo com os arquitetos que foram ao museu, as antigas paredes de taipa de pilão estavam recebendo novos pilares de concreto. Foi decida a realização de uma suspensão temporária da obra para que adequações sejam feitas e o projeto adaptado. Não há data prevista para reabertura.
A "Estação das Artes" da cidade, apesar de ter sido construída em 1919, e portanto não poder ter de fato participado da cena do século XIX, assemelha-se visualmente à edificação presente no quadro de Oscar Pereira da Silva. Uma vez que, por quarenta anos desde sua construção, o prédio serviu para o armazenamento de cargas, é possível cogitar que sua tipologia tenha influenciado o pintor a retratar o edifício que, na pintura, provavelmente também se destinaria a tal função.
Outro ponto histórico e turístico da cidade é a Casa da Cultura D. Narcisa Stettener Pires. Neste edifício, em 2015, foi realizado um evento que criou novamente uma conexão entre desenhistas do século XIX que inspiraram as pinturas realizadas nos anos 1920 e o legado que as expedições fluviais deixaram para cidade. Organizada pelo Instituto Hercule Florence, a exposição ocorreu no mês de outubro e mostrou ilustrações criadas por Hercule Florence para retratar a região de Porto Feliz. Junto aos desenhos retratando animais, pessoas e objetos encontravam-se citações de diários de bordo, por vezes junto de imagens dos manuscritos originais.

## Leituras adicionais
- SOUZA, Jonas Soares de. A cidade e o rio: Araritaguaba, o Porto Feliz. Itu: Editora Ottoni, 2009.
- DIENER, Pablo e COSTA, Maria de Fátima. Viajando nos bastidores: documentos da expedição Langsdorff. Cuiabá: EDUFMT, 1995.
- FLORENCE, Hercules. “Esboço da Viagem de Langsdorff no interior do Brasil, desde setembro de 1825 até março de 1829. Escripto em original francez pelo 2º desenhista da Comissão Scientifica Hercules Florence”. Revista Trimensal do Instituto Histórico e Ethnografhico do Brasil. Tomo XXXVIII e XXXXIX 1875 e 1876.
- FLORENCE, Hercules. De Porto Feliz À Cuiabá (1826-1827). Diário Official, 1929, 1ª edição. (Diario de viagem de um naturalista da expedição do barão de Langsdorff em 1826 e 1827). Tradução de Visconde Taunay.
- HARTMANN, Thekla. A contribuição da Iconografia para o conhecimento de índios brasileiros do século XIX. São Paulo: Museu Paulista, 1975.
- KOMISSAROV, Boris. Expedição Langsdorff: acervo e fontes históricas. – São Paulo: editora da universidade Estadual Paulista; Brasília, DF: Edições Langsdorff, 1994.